# Ukrinform
Die Nationale Nachrichtenagentur der Ukraine (ukrainisch Українське національне інформаційне агентство), oder Ukrinform (ukrainisch Укрінформ), ist eine staatliche Informations- und Nachrichtenagentur der Ukraine. Sie wurde 1918 während des ukrainischen Unabhängigkeitskrieges als das Büro der ukrainischen Presse (BUP) gegründet.

## Geschichte
Die staatliche Agentur wurde 1918 als Büro der ukrainischen Presse (BUP) gegründet, hat aber seither eine Reihe von Umstrukturierungen durchlaufen. Während der Sowjetzeit war sie mit der Telegrafenagentur der Sowjetunion (TASS) verbunden.
- 1918 – Büro der ukrainischen Presse
- 1920 – Gesamtukrainisches Büro der Russischen Nachrichtenagentur (UkROSTA)
- 1921 – Radio-Telegraphen-Agentur der Ukraine (RATAU)
- 1990 – Nationale ukrainische Informationsagentur (Ukrinform)
- 1996 – Staatliche Informationsagentur der Ukraine (DINAU)
- 2000 – Ukrainian National Informational Agency (Ukrinform)
- 2015 – Ukrinform wurde ein Teil der Multimedia-Rundfunkplattform der Ukraine (UA|TV)[3]
- 2018 – Ukrinform unterzeichnete ein Kooperationsabkommen mit der Athen-Mazedonischen Nachrichtenagentur (ANA), das den Austausch von Nachrichten in allen Kategorien vorsieht.[4]

## Ausblick

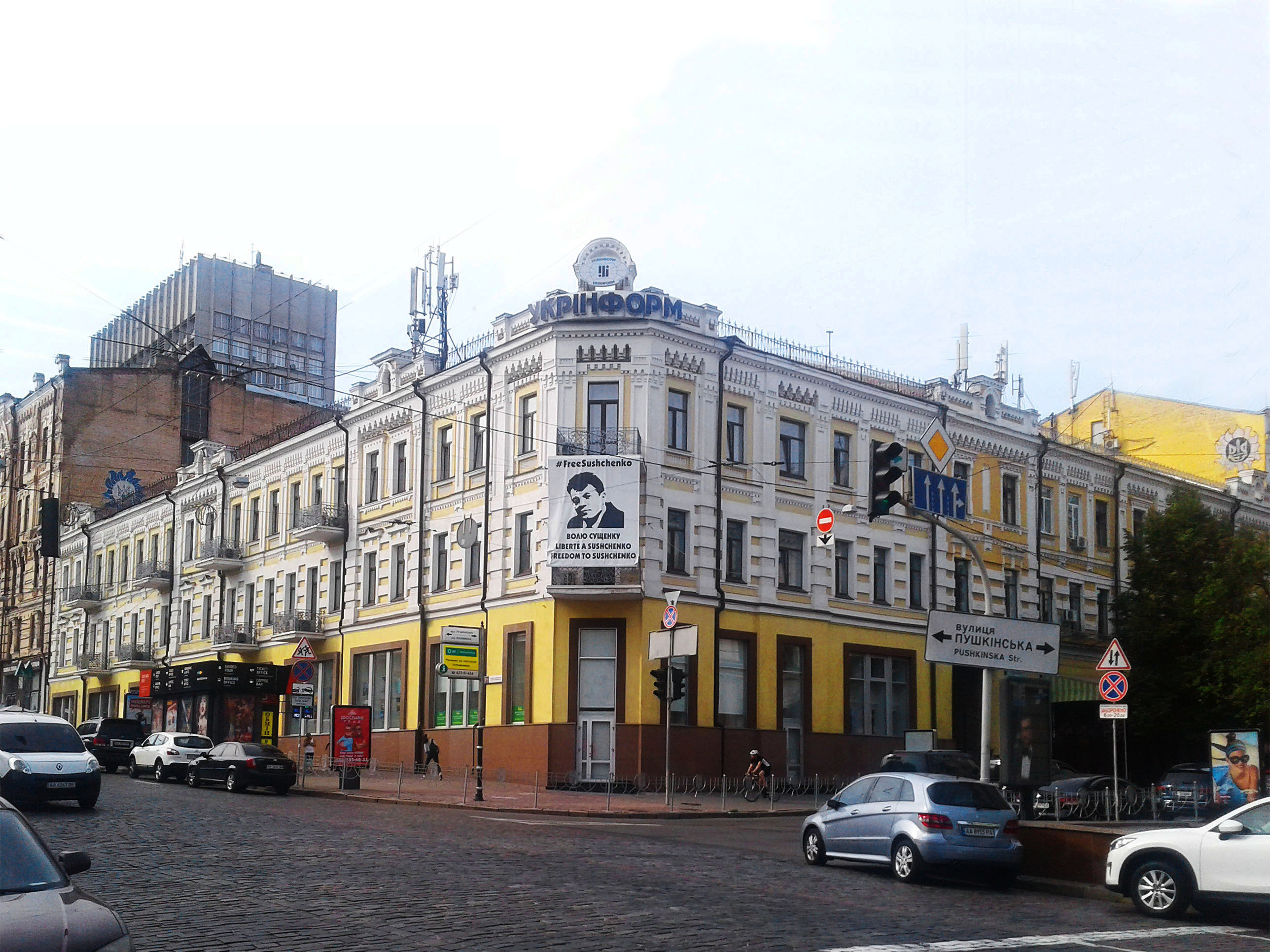
Zentrale in Kiew (2017)

Die Hauptziele von Ukrinform sind die Berichterstattung über die öffentliche Politik und das öffentliche Leben in der Ukraine sowie die Bereitstellung von Informationen für staatliche Stellen; gemäß einem Erlass des Ministerkabinetts der Ukraine vom 19. Februar 1997 übt die Agentur ihre Tätigkeit unabhängig von politischen Parteien und öffentlichen Organisationen aus. Seit dem russischen Überfall auf die Ukraine 2022 liegt der Fokus der Berichterstattung auf dem Krieg.

Täglich veröffentlicht Ukrinform etwa 500 Berichte auf Englisch, Deutsch, Russisch, Ukrainisch, Polnisch, Französisch, Spanisch und Japanisch sowie rund 200 Fotos und Audiodateien. Ukrinform liefert Informationen an die Medien, Fernsehsender, Radiosender, offizielle Einrichtungen und lokale Regierungen, ausländische Botschaften und diplomatische Vertretungen der Ukraine im Ausland sowie ausländische Medien.

## UA | TV
UA | TV sendet in ukrainischer und russischer Sprache und richtet sich an Menschen, die in den besetzten Teilen des Donbas leben. Bis Januar 2020 war er ein internationaler 24/7-Sender mit weltweiter Reichweite, der auf Englisch, Russisch, Tatarisch und Arabisch sendete. Der Sender wird live auf seiner Website und im Fernsehen übertragen.